# Dolley Madison
Pour les articles homonymes, voir Madison.
Dorothea « Dolley » Payne Todd Madison, née le 20 mai 1768 dans le comté de Guilford (province de Caroline du Nord) et morte le 12 juillet 1849 à Washington, D.C., est la femme du président des États-Unis d'Amérique James Madison, qui fut en fonction de 1809 à 1817. Elle a également joué occasionnellement le rôle de ce qui est maintenant appelé  la Première dame des États-Unis sous l'administration Jefferson, remplissant les fonctions officielles plus communément associées à la femme du président, puisque Jefferson était veuf et que son mari était secrétaire d'État des États-Unis. Son surnom était souvent mal orthographié en « Dolly ».

## Biographie
Elle est née à New Garden, une communauté quaker située dans un lieu maintenant connu comme le Comté de Guilford, en Caroline du Nord, le 20 mai, 1768. Son père était John Payne, un fermier sans grand succès et un ancien fabricant d'amidon, et sa mère était Mary Coles.  Selon d'autres sources, elle serait née dans le village de Payne's Tavern dans le Comté de Person en Caroline du Nord. Elle a passé son adolescence à Philadelphie et fréquenta le Salem College à Winston-Salem, en Caroline du Nord.
Le  7 janvier 1790, à Philadelphie, elle épousa John Todd, Jr. (1764-1793), un avocat qui permit à son père d'éviter la banqueroute et qui trouva un poste en tant que gérante d'une pension à Mary Payne. Le couple eut deux garçons, John Payne (1792-1852) et William Temple (né/m. en 1793). Son mari et son plus jeune enfant moururent en 1793 lors d'une épidémie de fièvre jaune.
Dolley Todd épousa James Madison le 14 septembre 1794. Les couples avaient été présentés par un ami commun, Aaron Burr, qui était un invité fréquent à la pension gérée par Mary Payne. Le mariage eut lieu dans une plantation de Virginie appartenant au frère de la mariée George Steptoe Washington, un neveu du premier président des États-Unis. Les Madison n'avaient pas d'enfant mais élevaient l'enfant issu du premier mariage de Dolley, John Payne Todd, qu'ils appelaient Payne. Malheureusement, l'enfant devint un jeune homme dépensier qui contracta une dépendance au jeu, une habitude qui provoqua l'appauvrissement certain de sa mère.
Durant la vie politique de son mari, Dolley Madison fut décrite comme une hôtesse aimable, dont la personnalité impertinente et bouillante, l'amour des turbans à plume, et la passion pour le tabac à priser semblaient en opposition avec son éducation quaker. Cependant, une de ses réalisations les plus durables fut le sauvetage de trésors inestimables, dont des papiers d'état et un portrait par Gilbert Stuart du Président George Washington, de la Maison-Blanche avant qu'elle ne soit incendiée par l'armée britannique en 1814, durant la guerre anglo-américaine, symbolisant la résistance patriote depuis la Maison-Blanche.

## Dans la fiction
- Dolley Madison a fait l'objet d'un film (une biographie romancée), L'Impératrice magnifique, réalisé par Frank Borzage en 1946, avec Ginger Rogers dans son rôle.
- Elle est également citée dans le film Protection rapprochée. L'épouse du président des États-Unis, dans le film, dit à ses gardes du corps, que dans toute l'histoire des États-Unis, aucune Première Dame n'a fait l'objet d'un attentat (sous-entendu, en étant directement visée). Sur le perron de la Maison-Blanche, une garde du corps rappelle alors à la Première Dame que Dolley Madison a été victime d'un attentat à la grenade en 1815, contre son cortège.